# Amable Liñán
Amable Liñán Martínez (Noceda de Cabrera, Castrillo de Cabrera, León, España, 27 de noviembre de 1934) es un ingeniero aeronáutico español e investigador considerado una autoridad mundial en el campo de la combustión.

## Biografía
Es doctor en Ingeniería Aeronáutica por la Universidad Politécnica de Madrid y Aeronautical Engineer por el Instituto de Tecnología de California. 
Fue catedrático de Mecánica de Fluidos y profesor emérito en la Escuela Técnica Superior de Ingenieros Aeronáuticos de la Universidad Politécnica de Madrid (adscrito al departamento de Motopropulsión y Termofluidodinámica de dicha escuela). Además, ha sido profesor en las universidades de California, Míchigan y Princeton en los Estados Unidos y en la de Marsella en Francia, entre otras. Desde 1997 es profesor adjunto en la Universidad de Yale. 
Ha centrado sus estudios de investigación alrededor de los problemas básicos de la combustión, tanto de reactores como de dinámica de sondas planetarias, en este último caso trabajando directamente para la NASA y la Agencia Espacial Europea. Asimismo, sus trabajos de aplicación de las matemáticas a los problemas de la combustión han sido considerados pioneros en el mundo, hasta el punto de que las cartas de presentación y apoyo de su candidatura a los Premios Príncipe de Asturias de 1993, provenientes de universidades y centros de investigación de diversos países, no dudan en considerarlo como un relevante teórico mundial en la materia.[cita requerida]
En 1989 fue elegido miembro de la Real Academia de Ciencias Exactas, Físicas y Naturales. También es miembro de la Real Academia de Ingeniería de España, Francia y México. Además, es miembro del consejo científico del instituto IMDEA Energía. 
Autor de diversos libros y trabajos científicos divulgativos, fue galardonado en 1993 con el Premio Príncipe de Asturias de Investigación Científica y Técnica. En 2007 recibió el Premio de Investigación "Miguel Catalán" de la Comunidad de Madrid.

## Obras
- 1974. The asymptotic structure of counterflow diffusion flames for large activation energies. Acta Astronautica. Vol. 1, Issues 7-8, pp. 1007-1039.
- 1979. Detonaciones confinadas con simetría esférica y cilíndrica. Ed. Junta de Energía Nuclear. 57 pp.  ISBN 84-500-3421-3
- 1977. Implosiones en medios condensados inertes y detonantes  Ed Junta de Energía Nuclear. 124 pp. ISBN 84-500-1916-8
- 2006. Aerodinámica: la magia del vuelo  Ed E.T.S.I. Aeronáuticos (UPM).  ISBN 84-95567-36-9
- 2015. Ignition, lift-off, and extinction of gaseous diffusion flames. Annual Review of Fluid Mechanics. Vol. 47, pp. 293–314.
- 2016. Guión de Mecánica de Fluidos  Ed E.T.S.I. Aeronáuticos (UPM).